# Derek A. Enright
 (mai 2021).
La mise en forme du texte ne suit pas les recommandations de Wikipédia : il faut le « wikifier ».
Les points d'amélioration suivants sont les cas les plus fréquents :
- Les titres sont pré-formatés par le logiciel. Ils ne sont ni en capitales, ni en gras.
- Le texte ne doit pas être écrit en capitales (les noms de famille non plus), ni en gras, ni en italique, ni en « petit »…
- Le gras n'est utilisé que pour surligner le titre de l'article dans l'introduction, une seule fois.
- L'italique est rarement utilisé : mots en langue étrangère, titres d'œuvres, noms de bateaux, etc.
- Les citations ne sont pas en italique mais en corps de texte normal. Elles sont entourées par des guillemets français : « et ».
- Les listes à puces sont à éviter, des paragraphes rédigés étant largement préférés. Les tableaux sont à réserver à la présentation de données structurées (résultats, etc.).
- Les appels de note de bas de page (petits chiffres en exposant, introduits par l'outil «  Source ») sont à placer entre la fin de phrase et le point final[comme ça].
- Les liens internes (vers d'autres articles de Wikipédia) sont à choisir avec parcimonie. Créez des liens vers des articles approfondissant le sujet. Les termes génériques sans rapport avec le sujet sont à éviter, ainsi que les répétitions de liens vers un même terme.
- Les liens externes sont à placer uniquement dans une section « Liens externes », à la fin de l'article. Ces liens sont à choisir avec parcimonie suivant les règles définies. Si un lien sert de source à l'article, son insertion dans le texte est à faire par les notes de bas de page.
- La présentation des références doit suivre les conventions bibliographiques. Il est recommandé d'utiliser les modèles {{Ouvrage}}, {{Chapitre}}, {{Article}}, {{Lien web}} et/ou {{Bibliographie}}. Le mode d'édition visuel peut mettre en forme automatiquement les références.
- Insérer une infobox (cadre d'informations à droite) n'est pas obligatoire pour parachever la mise en page.

Pour une aide détaillée, merci de consulter Aide:Wikification.
Si vous pensez que ces points ont été résolus, vous pouvez retirer ce bandeau et améliorer la mise en forme d'un autre article.
 (juin 2021).
Si vous disposez d'ouvrages ou d'articles de référence ou si vous connaissez des sites web de qualité traitant du thème abordé ici, merci de compléter l'article en donnant les références utiles à sa vérifiabilité et en les liant à la section « Notes et références ».
Derek Anthony Enright (2 août 1935 - 31 octobre 1995) était un homme politique du parti travailliste au Royaume-Uni.

## Biographie

### Jeunesse
Né à Thornaby-on-Tees dans le comté de North Riding of Yorkshire, il a fréquenté le St. Michael's College sur St John's Road à Leeds, puis un lycée. Il a fait ses études au Wadham College à Oxford, où il a obtenu un baccalauréat en lettres et un diplôme pédagogique, et a travaillé comme professeur à la John Fisher School, un lycée catholique romain à Purley (Londres) de 1959 à 1967. Il a enseigné au lycée catholique St Wilfred dans les années 1970, où il a enseigné aux élèves à chanter « Yellow Submarine » et « Ten Green Bottles » en latin. Il a également joué un Pharoe convaincant dans Joseph and the Amazing Technicolor Dreamcoat[réf. nécessaire].

### Carrière parlementaire
Il a été élu député travailliste du Parlement européen de Leeds en 1979, y siégeant jusqu'en 1984 . Il a été porte-parole du groupe travailliste britannique sur les affaires du tiers monde et les droits des femmes, puis a été délégué de la Communauté européenne en Guinée-Bissau. Il a essayé d'être élu à Kent East aux élections européennes de 1984. Il a été député à la Chambre des Communes de Hemsworth, West Yorkshire de 1991 jusqu'à sa mort en 1995[réf. nécessaire]. En 1990, il était un cofondateur du Mouvement interpartis pour la Démocratie Chrétienne, dont une partie a fondé plus tard l'Alliance des Peuples Chrétiens.

#### "Yellow Submarine" en latin à la chambre des Communes
Le 2 mars 1993, lors d'un débat sur le projet de loi sur la réforme de l'éducation, Enright a mentionné que "Pour aider mes élèves à découvrir ce que sont l'optatif et le subjonctif, j'ai traduit des chansons des Beatles en latin". Mis au défi par Nicholas Fairbairn de chanter une chanson des Beatles en latin, Enright s'est immédiatement levé et l'a fait, en chantant "Yellow Submarine " en latin. Le vice-président, Geoffrey Lofthouse, lui a demandé d'interrompre sa performance en rappelant à Enright les règles de la Chambre: «À l'ordre. L'honorable gentleman est membre de la Chambre depuis assez longtemps pour bien connaître ses règles". 

## Vie privée
Il épouse Jane Simmons en 1963, ils ont eu deux fils et deux filles. Il est décédé d'un cancer à l'âge de 60 ans. Son fils, Duncan Enright, s'est opposé à Michael Heseltine à Henley aux élections générales de 1997 et à David Cameron à Witney aux élections générales de 2015 . Duncan est conseiller à Witney, Oxfordshire .